# Blackeberg

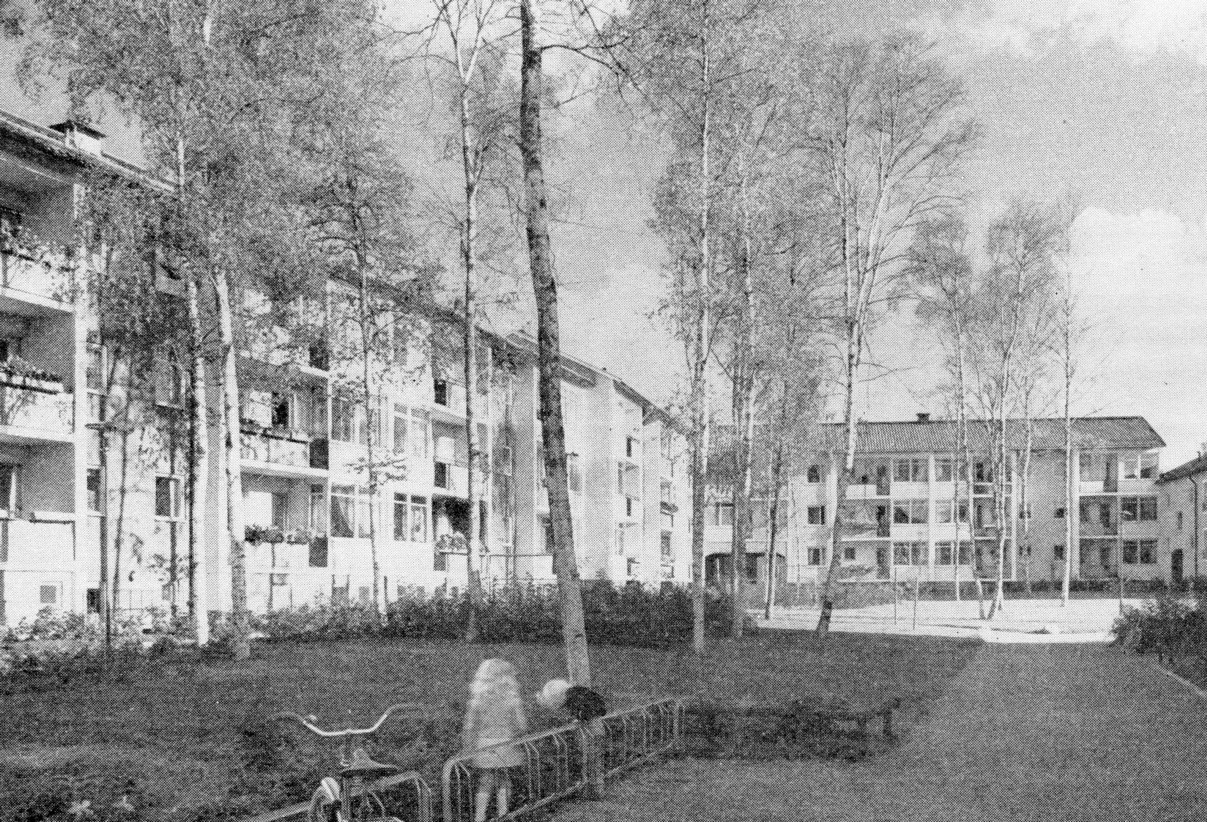
Blackeberg in den 1950er Jahren

Blackeberg ist ein Stadtteil im Stockholmer Stadtbezirk Bromma. Er wurde in den 1950er Jahren erbaut.
Die Stadt Stockholm kaufte Blackeberg in den späten 1940er Jahren. Dreistöckige Wohnblocks, ein Zentrum mit einem Kino und eine Bibliothek wurden in den 1950er Jahren gebaut. In Blackeberg liegt die gleichnamige U-Bahn-Station. Sie wurde von Architekt Peter Celsing entworfen und 1952 eröffnet.

## Trivia
Der Roman So finster die Nacht spielt in Blackeberg. Die gleichnamige Verfilmung wurde weitgehend in Blackeberg gedreht.
Koordinaten: 59° 21′ N, 17° 53′ O